# Mandaue

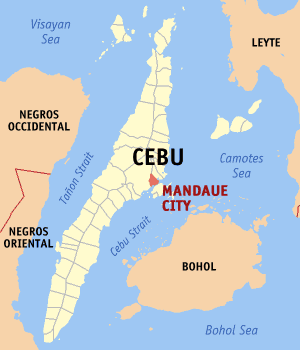
Mandaue Citys läge i provinsen Cebu.

Mandaue City är en stad i Filippinerna. Den ligger i provinsen Cebu som är belägen i regionen Centrala Visayas och har 259 728 invånare (folkräkning 1 maj 2000).
Staden är indelad i 27 smådistrikt, barangayer, varav samtliga är klassificerade som tätortsdistrikt. Mandaue City är grannstad med Cebu City och ingår i dess storstadsområde, Metro Cebu.